# NGC 3470
NGC 3470 est une vaste galaxie spirale située dans la constellation de la Grande Ourse. NGC 3470 a été découverte par l'astronome germano-britannique William Herschel en 1793.

## Caractéristiques
La classe de luminosité de NGC 3470 est I-II et elle présente une large raie HI. Selon la base de données Simbad, NGC 3470 est une galaxie LINER, c'est-à-dire une galaxie dont le noyau présente un spectre d'émission caractérisé par de larges raies d'atomes faiblement ionisés.

### Distance
Sa vitesse par rapport au fond diffus cosmologique est de 6 671 ± 44 km/s, ce qui correspond à une distance de Hubble de 98,4 ± 6,9 Mpc (∼321 millions d'al).
À ce jour, trois mesures non basées sur le décalage vers le rouge (redshift) donnent une distance de 108,667 ± 5,774 Mpc (∼354 millions d'al), ce qui est à l'intérieur des valeurs de la distance de Hubble. Notons cependant que c'est avec la valeur moyenne des mesures indépendantes, lorsqu'elles existent, que la base de données NASA/IPAC calcule le diamètre d'une galaxie et qu'en conséquence le diamètre de NGC 3470 pourrait être d'environ 48,7 kpc (∼159 000 al) si on utilisait la distance de Hubble pour le calculer.